# Karl-August Freiherr von Bülow
Karl-August Freiherr von Bülow (13 de junho de 1904 - 11 de junho de 1986) foi um oficial alemão que serviu durante a Segunda Guerra Mundial. Foi condecorado com a Cruz de Cavaleiro da Cruz de Ferro.

## Carreira

### Patentes
Oberst

### Condecorações
| Cruz de Ferro 2ª Classe                                   |
| Cruz de Ferro 1ª Classe                                   |
| Cruz de Cavaleiro da Cruz de Ferro 12 de dezembro de 1944 |